# 周廉
周廉（1940年3月—），男，吉林舒兰人，中国材料科学专家，中国工程院院士，曾任西北有色金属研究院院长、中国材料研究学会理事长、中国工程院冶金、化工与材料学部主任、国际材联主席，现任西北有色金属研究院名誉院长、南京工业大学新材料研究院院长。

## 生平
1963年，毕业于东北工学院。
1994年，当选中国工程院院士。